# Scott Wilson (színművész)
Scott Wilson, született William Delano Wilson (Thomasville, Georgia, 1942. március 29. – Los Angeles, Kalifornia, 2018. október 6.) amerikai színész.
1980-ban A kilencedik alakzat William Peter Blatty című lélektani drámában William Peter Blattyt formálta meg, mellyel Golden Globe-díjra jelölték. A 2000-es években a CSI: A helyszínelők visszatérő szereplője volt. 2011 és 2014 között, illetve 2018-ban a The Walking Dead című sorozatban Hershel Greene-t játszotta.

## Filmográfia

### Film
| Év   | Magyar cím                          | Eredeti cím                                | Szerep                             | Magyar hang            |
| ---- | ----------------------------------- | ------------------------------------------ | ---------------------------------- | ---------------------- |
| 1967 | Forró éjszakában                    | In the Heat of the Night                   | Harvey Oberst                      | Tahi Tóth László       |
| 1967 | Forró éjszakában                    | In the Heat of the Night                   | Harvey Oberst                      | Gergely Róbert         |
| 1967 | Forró éjszakában                    | In the Heat of the Night                   | Harvey Oberst                      | Tarján Péter           |
| 1967 | Hidegvérrel                         | In Cold Blood                              | Richard Hickock                    | László Zsolt           |
| 1969 | Vártorony                           | Castle Keep                                | Clearboy tizedes                   |                        |
| 1969 | A különleges tengerész (Halálugrás) | The Gypsy Moths                            | Malcolm Webson                     | Selmeczi Roland        |
| 1971 |                                     | The Grissom Gang                           | Slim Grissom                       |                        |
| 1972 | Nagyvárosi légió                    | The New Centurions                         | Gus                                |                        |
| 1973 |                                     | Lolly-Madonna XXX                          | Thrush                             |                        |
| 1974 | A nagy Gatsby                       | The Great Gatsby                           | George Wilson                      | Holl Nándor            |
| 1976 |                                     | The Passover Plot                          | Judah                              |                        |
| 1979 |                                     | La Ilegal                                  | rendőrtiszt                        |                        |
| 1980 | A kilencedik alakzat                | The Ninth Configuration                    | Billy Cutshaw százados             |                        |
| 1983 | Az igazak                           | The Right Stuff                            | Scott Crossfield                   | Zágoni Zsolt           |
| 1984 | A nyugodt Nap éve                   | Rok spokojnego slonca                      | Norman                             | Tolnai Miklós          |
| 1984 | Lővonalban                          | On the Line                                | Mitch                              |                        |
| 1985 | A pilóta                            | The Aviator                                | Jerry Stiller                      | Kovács Gyula           |
| 1986 | Blue City                           | Blue City                                  | Percy Kerch                        | Sinkovits-Vitay András |
| 1987 | Malone, a bérgyilkos                | Malone                                     | Paul Barlow                        | Konrád Antal           |
| 1989 | Johnny, a jóarcú                    | Johnny Handsome                            | Mikey Chalmette                    | Barbinek Péter         |
| 1990 | A vadnyugat fiai 2.                 | Young Guns II                              | Lew Wallace kormányzó              | Jakab Csaba            |
| 1990 | Ördögűző 3.                         | The Exorcist III                           | Dr. Temple                         | Sörös Sándor           |
| 1990 | Ördögűző 3.                         | The Exorcist III                           | Dr. Temple                         | Koncz István           |
| 1990 |                                     | La Cruz de Iberia                          | Johnson                            |                        |
| 1991 | A végzet asszonya                   | Femme Fatale                               | Dr. Beaumont                       | Perlaki István         |
| 1991 | Tiszta szerencse                    | Pure Luck                                  | Frank Grimes                       | Juhász Jácint          |
| 1993 | Hús és vér                          | Flesh and Bone                             | Elliot                             | Áron László            |
| 1993 | Geronimo – Az amerikai legenda      | Geronimo: An American Legend               | Redondo                            |                        |
| 1995 | Mesebeli vadnyugat                  | Tall Tale                                  | Zeb                                |                        |
| 1995 | Dredd bíró                          | Judge Dredd                                | apa (stáblistán nincs feltüntetve) | R. Kárpáti Péter       |
| 1995 | A fűhárfa                           | The Grass Harp                             | Eugene Fenwick                     |                        |
| 1995 | Ments meg, Uram!                    | Dead Man Walking                           | Farley atya                        | Dobránszky Zoltán      |
| 1995 | Ments meg, Uram!                    | Dead Man Walking                           | Farley atya                        | Sörös Sándor           |
| 1995 | Pokoli szeretet                     | Mother                                     | Dr. Chase                          |                        |
| 1996 | Csavargó kutya                      | Shiloh                                     | Judd Travers                       | Konrád Antal           |
| 1997 | A mi Urunk testvére                 | Brat naszego Boga                          | Albert Chmielowski                 | Blaskó Péter           |
| 1997 | G. I. Jane                          | G.I. Jane                                  | Salem százados                     | Tolnai Miklós          |
| 1998 |                                     | Puraido: Unmei no Toki                     | Joseph B. Keenan                   |                        |
| 1998 | Agyaggalamb                         | Clay Pigeons                               | Dan Mooney seriff                  | Ujréti László          |
| 1999 | Csavargó kutya 2.                   | Shiloh 2: Shiloh Season                    | Judd Travers                       | Konrád Antal           |
| 1999 |                                     | The Debtors                                | ismeretlen szerep                  |                        |
| 2000 | Kelet vadnyugat                     | South of Heaven, West of Hell              | Clete Monroe                       |                        |
| 2000 | Hullahegyek, fenegyerek             | The Way of the Gun                         | Hale Chidduck                      | Kristóf Tibor          |
| 2001 | Tök állat                           | The Animal                                 | polgármester                       | Szokolay Ottó          |
| 2001 | Pearl Harbor – Égi háború           | Pearl Harbor                               | George C. Marshall tábornok        | Versényi László        |
| 2002 | Ugass csak, drágám!                 | Bark!                                      | Harold                             |                        |
| 2002 |                                     | Coastlines                                 | Pa Mann                            |                        |
| 2002 |                                     | Don't Let Go                               | Hershel Ray Stevens                |                        |
| 2003 | A rém                               | Monster                                    | Horton / Last "John"               | Gruber Hugó            |
| 2003 | Az utolsó szamuráj                  | The Last Samurai                           | Swanbeck nagykövet                 | Dobránszky Zoltán      |
| 2005 |                                     | Junebug                                    | Eugene Johnsten                    |                        |
| 2006 |                                     | Open Window                                | Eddie Delaney                      |                        |
| 2006 |                                     | Come Early Morning                         | Lowell Fowler                      |                        |
| 2006 | Csavargó kutya 3.                   | Saving Shiloh                              | Judd Travers                       | Konrád Antal           |
| 2006 | A gazdatest                         | Gwoemul                                    | amerikai doktor                    |                        |
| 2006 |                                     | Behind the Mask: The Rise of Leslie Vernon | Eugene                             |                        |
| 2006 |                                     | The Sensation of Sight                     | Tucker                             |                        |
| 2007 | Agyő, nagy ő!                       | The Heartbreak Kid                         | Boo                                | Holl János             |
| 2007 | Kegyenc fegyenc                     | Big Stan                                   | Gasque börtönigazgató              | Konrád Antal           |
| 2009 | Grace megmentése                    | Saving Grace B. Jones                      | Potter tiszteletes                 |                        |
| 2009 |                                     | Bottleworld                                | Murray                             |                        |
| 2009 |                                     | For Sale by Owner                          | Dr. Banks                          |                        |
| 2010 |                                     | Radio Free Albemuth                        | Fremont elnök                      |                        |
| 2011 | Dorfman                             | Dorfman                                    | Winston Cooke Sr.                  | Cs. Németh Lajos       |
| 2017 | Ellenségek                          | Hostiles                                   | Cyrus Lounde                       | Beregi Péter           |

### Televízió
| Év        | Magyar cím                  | Eredeti cím                             | Szerep                    | Megjegyzések                                |
| --------- | --------------------------- | --------------------------------------- | ------------------------- | ------------------------------------------- |
| 1986      | Alkonyzóna                  | The Twilight Zone                       | Matthew Foreman           | 1 epizód                                    |
| 1988      |                             | Jesse                                   | Sam Maloney               | tévéfilm                                    |
| 1988      | Élve vagy halva             | The Tracker                             | John "Red Jack" Stillwell | - tévéfilm - magyar hangja: - Helyey László |
| 1993      |                             | Elvis and the Colonel: The Untold Story | Vernon Presley            | tévéfilm                                    |
| 1995      |                             | Soul Survivors                          | Bradley Facemeyer         | tévéfilm                                    |
| 1999      |                             | The Jack Bull                           | kormányzó                 | tévéfilm                                    |
| 2000      | X-akták                     | The X-Files                             | Orison tiszteletes        | 1 epizód (Imádság)                          |
| 2001–2006 | CSI: A helyszínelők         | CSI: Crime Scene Investigation          | Sam Braun                 | 9 epizód                                    |
| 2003      | Karen Sisco – Mint a kámfor | Karen Sisco                             | Homer                     | 1 epizód                                    |
| 2005      | Esküdt ellenségek           | Law & Order                             | Ben Chaney                | 1 epizód                                    |
| 2011      | A törvény embere            | Justified                               | Frank Reasoner            | 1 epizód                                    |
| 2011      | Megvilágosultam             | Enlightened                             | Marv                      | 1 epizód                                    |
| 2011      | Küzdelem a rákkal           | Five                                    | idős Bill                 | - tévéfilm - magyar hangja: - Szersén Gyula |
| 2011–2018 | The Walking Dead            | The Walking Dead                        | Hershel Greene            | - 37 epizód - magyar hangja: - Tordy Géza   |
| 2014–2015 | Harry Bosch – A nyomozó     | Bosch                                   | Paul Guyot                | 3 epizód                                    |
| 2016      | Damien: A sátán kegyeltje   | Damien                                  | John Lyons                | - 5 epizód - magyar hangja: - Ujréti László |
| 2016–2019 | Angyal?                     | The OA                                  | Abel Johnson              | 9 epizód                                    |
| 2017      | Robotcsirke                 | Robot Chicken                           | Hershel Greene (hangja)   | 1 epizód                                    |